# Theodor Christensen 1914 - 1967
|  | Denne artikel er oprettet af botten PalnaBot ud fra en ekstern database. Den kan derfor have sproglige fejl eller mangler. Denne skabelon kan fjernes efter kontrol af indholdet. |

Theodor Christensen 1914 - 1967 er en dokumentarfilm fra 1942 instrueret af Jørgen Roos efter manuskript af Jørgen Roos.

## Handling
Dansk dokumentarfilms grand old man, Jørgen Roos, tegner et portræt af sin læremester, den banebrydende filmpioner og ildsjæl Theodor Christensen (1914-1967), der sammen med Jørgen Roos' storebror, Karl Roos, nærmest opfandt dokumentarfilmen i Danmark. Først som teoretikere i skrift og tale. Siden også som manuskriptforfattere og filminstruktører. Der vises citater fra C - et Hjørne af Sjælland, Iran - det nye Persien, Jens Langkniv, Gas under Jorden, Skoven og Det gælder din frihed - og Theodor Christensen fortæller selv i nogle gamle optagelser fra 1963 om sine tanker og giver eksempler på sit store pædagogiske talent, som bevirkede, at han blev leder af den cubanske filmskole og senere lærer på Den Danske Filmskole.